# Мусурос, Маркос
Маркос Мусурос (греч. Μάρκος Μουσοῦρος; итал. Marco Musuro; Ретимнон, Королевство Кандия, около 1470 — Рим, 1517) — греческий учёный, издатель и один из самых значительных филологов Возрождения.

## Биография
Мусурос родился около 1470 года в Ретимноне на острове Крит, находившимся тогда под венецианским контролем.
Получил начальное образование на греческом в школе Святой Екатерины Синайской в Хандаке. В 1486 году он отправился на учёбу в Флоренцию, где учился у Ианоса Ласкариса. После этого он вернулся на Крит, однако вскоре вновь вернулся в Италию и обосновался в Венеции. Там он был принят в качестве помощника и научного сотрудника в типографию Альда Мануция. В 1500 году, с рекомендацией последнего, он отправился в Карпи, городок возле Феррары и преподавал греческий и латинский дюку Альберто Пио. Однако вскоре вернулся в Венецию, где периодически преподавал в  Новой Академии, обществе созданном местными учёными для изучения и популяризации греческого языка и изданий. В знак признания его способностей Сенат Венеции наградил его в 1503 году титулом Publica Graecarum Literarum Officina, то есть титулом Цензора греческих книг издаваемых в Венеции и её владениях, содержание которых должно было быть в соответствии с христианской религией и этикой. Он оставался на этом посту до 1516 года.
В 1504 году Мусурос был назначен профессором греческого языка в Венеции и двумя годами позже в Падуе.
Эразм Роттердамский, который посещал его лекции писал что Мусурос: «…муж многознающий и учёный, носитель ключа греческого языка и прекрасный знаток латинского гласа…».
Однако, когда университет был закрыт в 1509 году, во время Камбрейской войны он вернулся в Венецию, где в 1512 году, после воссоздания кафедры греческого языка, вновь стал профессором.
В 1516 году, Мусурос был приглашён в Рим папой Львом X, чтобы помочь Ласкарису в организации папской Греческой гимназии и преподаванию греческого языка в ней. Здесь он организовал греческую типографию.
В Риме он стал священником.
В знак признания за греческую поэму-вступление к первому изданию Платона, папа Лев X назначил его архиепископом города Монемвасия (именовался тогда латинянами Малвасия) на Пелопоннесе.
Но после двухмесячной болезни, Мусурос умер в Риме 25 ноября 1517 года, незадолго до своего отъезда.

## Работы
Типографией Альда Мануция были изданы, в 1497 году Dictionarium graecum copiosissimum с эпиграммой Мусуроса, в 1498 году, под редакцией Мусуроса были изданы девять комедий Аристофана и в 1499 году, в двух томах работа Греческие писатели эпистолярия (греч.Ελληνες Επιστολογράφοι), которая включала в себя письма 26 классических и ранних христианских писателей. Последовало издание 17 трагедий Еврипида, под редакцией Мусуроса (1503—1504). В 1512 году Мануций и Мусурос издали «Греческую грамматику» Мануила Хрисолора и в сентябре 1513 года Полное собрание Платона с посвящением Мусуроса папе Льву .
В последующие два года были изданы труды Афинея (1514), Исихия (1514) Феокрита (1515).
В 1515 году Венецианский сенат передал Мусуросу 800 рукописей Виссариона для архивирования. Эти рукописи положили начало первым отделам Маркианской библиотеки Венеции. В том же году Мусурос издал во Флоренции Алиевтика (греч.Αλιευτικά- искусство рыбалки) Оппиана и в 1516 году 16 речей Григория Богослова и Павсания с посвящением Ласкарису.
Среди ценных рукописей Мусуроса числится его дарственная эпиграмма к изданию Захариаса Каллергиса «Etymologicum Magnum»